# Sender Freies Berlin
Pour les articles homonymes, voir SFB.
Sender Freies Berlin (SFB) (émetteur du Berlin libre en français) est un ancien organisme de radio et télédiffusion public allemand émettant depuis Berlin-Ouest. 

## Histoire
Il commença ses émissions de radio le 1er juin 1954 et les poursuivit jusqu'au 30 avril 2003. La télévision fut introduite au mois de janvier 1992 sous le nom de SFB 1 et au mois d'octobre 1992, la SFB quitte de ce fait la chaîne N3. 
Le 1er mai 2003, SFB fusionna avec l'Ostdeutscher Rundfunk Brandenburg pour former la Rundfunk Berlin-Brandenburg.
Son siège était situé à Berlin, sur la place Theodor-Heuss.

## Émissions
- SFBeat de Monika Dietl sur SFB 2.